# Катедрала у Ахену
Катедрала у Ахену је катедрала Ахенске бискупије посвећена Богородици. Данашња грађевина се састоји из више сегмената: каролиншке осмоугаоне зграде у средини, готиичког хора на истоку, западног прочеља и више бочних капела. То је најстрарија катедрала северне Европе. У њој је од 836. до 1531. крунисано 30 немачких краљева и 12 краљица.

## Структура
Карло Велики је почео изградњу палатинске капеле око 792, када је почела градња и других делова цркве. 
Цркву је 805. освештао папа Лав III у част Девице Марије. Централни део Ахенске катедрале је палатинска капела која је необично мала у поређењу са каснијим доградњама. Да би се у катедрали сместили сви ходочасници у доба готике саграђен је хор.

## Значај
У катедрали је 815. сахрањен Карло Велики. Њена ризница садржи изузетно ретке и вредне експонате из античког, каролиншког, отонског и хоенштауфенског периода.
Катедрала у Ахену је 1978. била међу првих 12 споменика који су ушли на УНЕСКО листу Светске баштине, и уједно први немачки споменик на овој листи.

## Галерија
- Престо Карла Великог
- Саркофаг Карла Великог (потиче из римског доба)
- Биста Карла Великог
- Римска камеја на Лотаровом крсту
- Каролиншки осмоугао
- Таваница
- Мозаици
- Барбаросин лустер (1170)
- Богородичина реликвија (1238)